# Pachycephala inornata
Sibilante-de-gilbert ou assobiadeira-de-loros-pretos (Pachycephala inornata) é uma espécie de ave da família Corvidae.
É endémica da Austrália.